# Harrington Park (Nueva Jersey)
Harrington Park es un borough ubicado en el condado de Bergen en el estado estadounidense de Nueva Jersey. En el año 2000 tenía una población de 4.740 habitantes y una densidad poblacional de 983.9 personas por km².

## Geografía
Harrington Park se encuentra ubicado en las coordenadas 40°59′22″N 73°58′47″O / 40.98944, -73.97972.

## Demografía
Según la Oficina del Censo en 2000 los ingresos medios por hogar en la localidad eran de $100,302 y los ingresos medios por familia eran $105,223. Los hombres tenían unos ingresos medios de $71,776 frente a los $42,833 para las mujeres. La renta per cápita para la localidad era de $39,017. Alrededor del 2.9% de la población estaba por debajo del umbral de pobreza.